# 6058 Carlnielsen
6058 Carlnielsen eller 1978 VL5 är en asteroid i huvudbältet som upptäcktes den 7 november 1978 av de båda amerikanska astronomerna Eleanor F. Helin och Schelte J. Bus vid Palomarobservatoriet. Den är uppkallad efter den danske tonsättaren Carl Nielsen.
Asteroiden har en diameter på ungefär 5 kilometer.